# 谢赫哈利法国际体育场
谢赫哈利法国际体育场（阿拉伯语：‎）是一座位于阿联酋艾因的综合性体育场。
体育场可以容纳12000人，举办过的最大的赛事之一是承办了2003年世界青年足球锦标赛E组的比赛，球场同时也举办了1996年亞洲盃足球賽的部分比赛。体育场目前以进行足球赛事为主，是艾恩足球俱乐部的备用主场。体育场以在当地出生的阿联酋总统谢赫哈利法·本·扎耶德·阿勒纳哈扬的名字命名。